# 愛知県立古知野高等学校
愛知県立古知野高等学校（あいちけんりつ こちのこうとうがっこう）は、愛知県江南市古知野町にある県立高等学校である。
全日制が商業・生活・福祉系学科なのに対し、定時制は普通科のみである。

## 沿革
- 1949年（昭和24年） - 小牧高等学校の分校として開校。
- 1952年（昭和27年） - 同校より定時制普通科校として独立。
- 1954年（昭和29年） - 市町村合併により学校の所在地が丹羽郡古知野町から江南市に変更となる。
- 1959年（昭和34年） - 全日制家庭科を併設。
- 1986年（昭和61年） - 全日制商業科を併設。
- 1989年（平成元年） - 全日制情報処理科を設置。
- 1995年（平成7年） - 全日制家政科を生活文化科に改編。
- 1997年（平成9年） - 全日制福祉科を併設。

## 学校行事

### 前期
- 4月 : 入学式、始業式、前期生徒会役員選挙、オリエンテーションテスト
- 5月 : 球技大会
- 6月 : 福祉科施設実習（3年）
- 7月 : 保護者会、終業式
- 8月 : 出校日、就業体験、福祉科施設実習(1・2・3年)
- 9月 : 始業式、学校祭（体育祭、文化祭）、福祉科施設実習（2年）

### 後期
- 10月 : 遠足（1・3年）、修学旅行（2年）、針供養
- 11月 : 芸術鑑賞会
- 12月 : 保護者会、終業式
- 1月 : 始業式
- 2月 : 企業見学
- 3月 : 卒業式、球技大会

## 部活動

### 運動部
- バレーボール
- ハンドボール
- バドミントン
- 陸上
- 弓道
- ソフトボール
- テニス
- 卓球
- バスケットボール

### 文化部
- 服飾手芸
- コンピュータ
- パソコン・ワープロ
- 写真
- フラワーアレンジメント
- 簿記
- 演劇
- 茶道
- 福祉ボランティア
- イラストレーション

## 交通アクセス
- 名鉄犬山線 江南駅より徒歩で約15分。同駅から名鉄バス「江南団地」行きで、「古知野高校前」バス停下車。